# 武汉东湖学院
武汉东湖学院原为武汉大学下设的独立学院：武汉大学东湖分校。其始创于2000年。后经中华人民共和国教育部批准，独立后改制为全日制普通本科高校并改为现名。位于素有“九省通衢”之称的湖北省武汉市，校园占地面积1507亩。学校现有60余个普通本、专科专业，涵盖文学、法学、理学、工学、经济学、管理学和艺术学等7个学科门类。学校有教师930余人，其中中国工程院院士1人，国务院特殊津贴的专家9人，国家岗位科学家1人，博士生导师11人，硕士生导师61人。
该校原位于武昌区八一路，靠近武汉大学本部及东湖，现已搬至汤逊湖边。